# Enneapterygius minutus
Enneapterygius minutus es una especie de pez de la familia Tripterygiidae en el orden de los Perciformes.

## Morfología
• Los machos pueden llegar alcanzar los 3 cm de longitud total.

## Hábitat
Es un pez de mar  y de clima tropical y asociado a los  arrecifes de coral que vive hasta los 5 m de profundidad.

## Distribución geográfica
Se encuentra desde la Samoa Americana hasta las Islas Ryukyu y Australia.